# Armand Mouyal
Armand Mouyal (Orano, 16 ottobre 1925 – Bures-sur-Yvette, 15 luglio 1988) è stato uno schermidore francese, vincitore di una medaglia di bronzo nella scherma ai giochi olimpici.